# Figalia
Figalia är en by och forntida stad i sydvästra Arkadien, Grekland.
Staden erövrades 659 f.Kr. av Sparta, men blev senare åter fri. Figalia är känt för sitt tempel helgat åt Apollon Epikurios byggt på 400 f.Kr., nu ståtlig ruin. Det ansluter till ett äldre tempel som fått stå kvar i öster, och utgör av en dorisk peripteros, som i det inre har en indelning i kapellartade sidorum, vilkas frontmurar pryds av joniska trefjärdedelskolonner. Vid öppningen till det gamla templet stod en kolonn med praktfullt korintiskt kapitäl, ett bland de tidigaste av detta slag. Templet är därmed ett av de äldsta proven på alla tre kolonnordningarna förenade i ett byggnadsverk.